# 皮奥伊州蒙蒂阿莱格里
皮奥伊州蒙蒂阿莱格里（葡萄牙語：Monte Alegre do Piauí）是巴西皮奥伊州的一个市镇。总面积2417.854平方公里，总人口10336人，人口密度4.3人/平方公里。